# Brevoortia (pez)
Brevoortia es un género de la familia Clupeidae, el cual agrupa algunas especies de peces clupeiformes eurihalinos anfibióticos denominados comúnmente lachas.

## Taxonomía
Este género fue descrito originalmente en el año 1861 por el ictiólogo y paleontólogo estadounidense Theodore Nicholas Gill. Se lo incluye en la subfamilia Alosinae. 
Etimología
Etimológicamente el nombre genérico Brevoortia refiere al apellido de James Carson Brevoort, un estudioso de la fauna de Ohio y  Carolina del Sur (Estados Unidos) a quien fue dedicada la especie.
Especies
Este género se subdivide en 6 especies:
- Brevoortia aurea (Spix & Agassiz, 1829)
- Brevoortia gunteri Hildebrand, 1948
- Brevoortia patronus Goode, 1878
- Brevoortia pectinata (Jenyns, 1842)
- Brevoortia smithi Hildebrand, 1941
- Brevoortia tyrannus (Latrobe, 1802)

## Características
Son peces pelagiales neríticos, que forman grandes bancos en aguas litorales marinas, penetrando algunas en cursos fluviales.
Su cuerpo es alto y muy angosto. Su boca es protráctil, carente de dientes. Es un pez de dieta planctofágica, es decir, está basada en zooplancton o fitoplancton, Se categorizan como peces filtradores, que se alimentan desplazándose con la boca abierta, haciendo que el agua atraviese las hendiduras branquiales, quedando los organismos microscópicos retenidos por el retículo formado por las numerosas cerdas que presentan las branquias en su borde interno.
Sus huevos integran el zooplancton marino. Poseen un diámetro aproximado de 1,5 mm. Son de forma esférica, y en su interior están provistos de aceite por el cual flotan en la superficie. 
Comercialmente su mayor utilidad es el empleo como carnada, siendo el volumen destinado al  consumo humano fresco mucho menor.